# 25th Hour
25th Hour is een Amerikaanse film uit 2002 onder regie van Spike Lee. De film is gebaseerd op David Benioffs The 25th Hour. Het boek werd door David Benioff zelf bewerkt tot een scenario, dat zich in de filmversie afspeelt tegen het New York van ná 11 september. Zo werd de "fuck"-monoloog geactualiseerd met beelden van onder meer Osama bin Laden en is in de film duidelijk te zien hoe het Amerika-gevoel is versterkt in de stad. Ook speelt er zich een scène letterlijk af bij ground zero. De personages van Barry Pepper en Philip Seymour Hoffman zitten hierin in een raam dat uitzicht biedt op de opruimwerkzaamheden.
Oorspronkelijk had producer/acteur Tobey Maguire de rechten op het boek gekocht, maar hij besloot uiteindelijk de rol van Spider-Man in de gelijkname films op zich te nemen in plaats van de hoofdrol in deze film. Hij werd zodoende "vervangen" door Edward Norton.
Tobey Maguire bleef wel aan als producent van de productie. Daarnaast produceerde ook Edward Norton, die beweert al het geld dat hij had verdiend met Red Dragon in deze productie te hebben gestoken.

## Verhaal
Monty Brogan heeft nog een dag voordat hij zeven jaar de gevangenis in gaat wegens het dealen van drugs. Hij probeert zich gedeisd te houden en zich voor te bereiden op wat er zal gaan gebeuren in de gevangenis. Hij vraagt zich af of hij überhaupt wel zal gaan. Ondertussen probeert hij te ontdekken wie hem verlinkt heeft bij de politie.

## Fuck-monoloog
Kenmerkend aan 25th Hour is de "fuck"-monoloog, waarin het woord "fuck" 40 keer gebruikt wordt. De monoloog begint Montgomory Brogan tegen zichzelf in een spiegel wanneer hij er de woorden "fuck you" op ziet staan. In 5 minuten tijd vloekt Montgomery de hele stad New York, zijn inwoners en de wereld stijf met het woord "fuck", waarna hij met de woorden "No, Montgomery Brogan. You had it all and you threw it away you dumb FUCK!" zichzelf terugfluit en concludeert dat hij iedereen de schuld kan geven maar dat hij toch echt zelf te ver is gegaan en dat hij de gevangenisstraf aan zichzelf te wijten heeft.

## Rolverdeling
| Acteur                 | Personage         |
| ---------------------- | ----------------- |
| Edward Norton          | Monty Brogan      |
| Philip Seymour Hoffman | Jacob Elinsky     |
| Barry Pepper           | Frank Slaughtery  |
| Rosario Dawson         | Naturelle Riviera |
| Anna Paquin            | Mary D'Annunzio   |
| Brian Cox              | James Brogan      |
| Vanessa Ferlito        | Lindsay Jamison   |
| Aaron Stanford         | Marcuse           |
| Dania Ramirez          | Daphne            |